# Isomäki Areena
Isomäki Areena (také známá jako West Areena ze sponzorských důvodů) je aréna ledního hokeje nacházející se v Pori ve Finsku. Arénu využívají kluby Ässät Pori a Karhu HT. Aréna byla otevřena v roce 1971 a kapacita pro hokejové zápasy je 6350 diváků, včetně míst na stání.

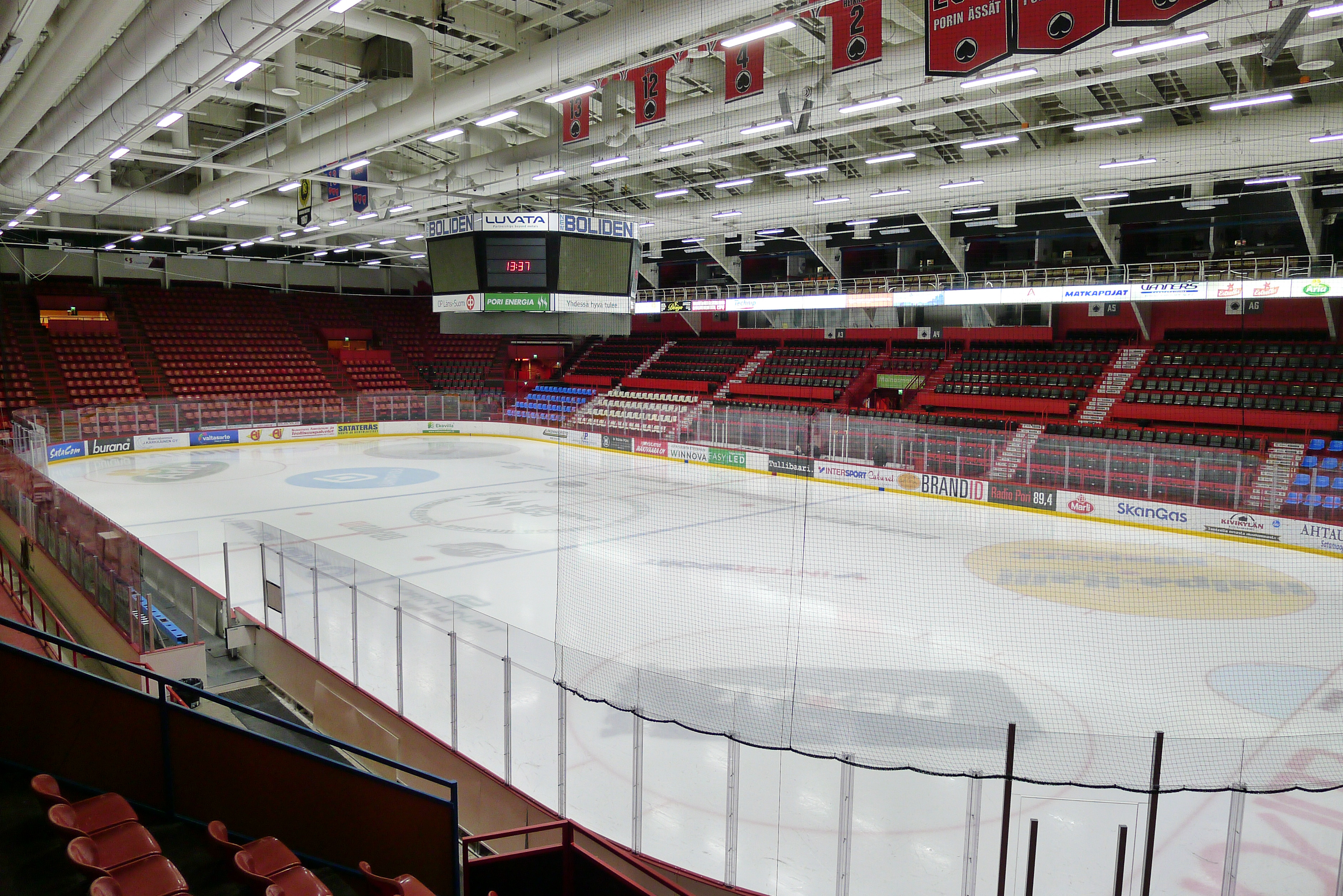
Isomäki Areena zevnitř

 

## Historie

### Umělé kluziště
Umělé kluziště Isomäki bylo postaveno v roce 1964 a nahradilo přírodní led Juhannuslehto v okrese Herralahti. V následujícím roce se na tomto kluzišti hrály zápasy B-skupiny hokejového mistrovství světa ve Finsku.

### Nová aréna
Umělý led byl přeměněn na arénu v roce 1971 poté, co klub Ässät poprvé vyhrál nejvyšší finskou ligu. Aréna měla kapacitu přibližně 8000 diváků. V aréně nebyla vůbec žádná sedadla a led ze tří stran obklopovalo částečně dřevěné stojící hlediště. Aréna byla v průběhu 70. let vylepšena a například na konci dekády byla postavena první sedadla pro zhruba 500 lidí. Aréna zároveň získala první slušné šatny. V minulosti musely týmy měnit své vybavení na stadionu Pori o několik set metrů dál a odtud chodit do arény. Nad šatnami bylo také rozšířeno stojící hlediště. Na jaře 1978 byl v hale k vidění historický rekord, když rozhodující finálový zápas finské mistrovské ligy mezi Ässätem a Tapparou byl přeplněný a sledovalo ho odhadem 13 000 lidí. Oficiální počet diváků byl 9364.

### Renovace
Aréna prošla první velkou rekonstrukcí v letech 1986–1987. Proběhlo zde zateplení, nainstalovalo se vytápění a rozšíření míst na sezení. Díky novému místu k sezení orientovanému na východ se kapacita diváků snížila na 7500 diváků. Druhá rekonstrukce byla provedena v roce 1993, kdy byla znovu rozšířena místa na sezení. Stojící hlediště na západním konci bylo nahrazeno sedadly v roce 1996. Aréna prošla třetí velkou rekonstrukcí v roce 1998. Byla vybudována další sedadla a dřevěné stojící hlediště bylo nahrazeno novou betonovou konstrukcí. Zároveň bylo v aréně vybudováno druhé patro, jehož součástí byla nová restaurace, prodejní a sociální zařízení a také moderní lavičky. Prodej vstupenek byl také převeden z venkovních pokladen do interiéru. Kapacita se v 90. letech snížila asi o tisíc diváků, když byla hlediště ve stoje nahrazena sedadly a poprvé v letech 1998–1999 bylo více sedadel než hlediště pro stání. Zrekonstruovaný sál měl pouze 2500 stojících hledišť. Bylo tam míst pro 4400 lidí. V roce 2010 byla v aréně instalována moderní výsledková tabule zobrazující video.

### Po rekonstrukci 2014–2015
Poslední velká rekonstrukce proběhla v letech 2014–2015, kdy bylo modernizováno zázemí šaten v aréně a na konci arény byla vybudována nová třípodlažní přístavba. Rozšířilo se i restaurační zařízení. V souvislosti s obnovou byly obnoveny i technologie celé arény. Zároveň byla snížena kapacita hlediště ve stoje na cca 2200 diváků. V souvislosti s rekonstrukcí se firma Länsi-Suomen Osuuspankki stala hlavním partnerem Ässätu. To přejmenovalo Porin jäähalli „Isomäki Arena“. Do arény se po poslední rekonstrukci vejde 6350 lidí.

### Přejmenování arény 2022
V roce 2022, kdy se klub dostal do finančních potíží, město Pori koupilo akcie Kiinteistö Oy Porin Jäähalli vlastněné HC Ässät Pori Oy, poté město vlastní arénu samo. Sponzorem provozu stadionu bude od sezony 2022/2023 reklamní agentura West Creative Oy a nový názov arény bude West Areena. Titulní sponzor Pori Aces vypršel v roce 2022 pro reklamní agenturu West Creative Oy. Aréna bude známá jako „West Areena“ během sezóny 2022–2023.